# Прухтен
Прухтен (њем. Pruchten) општина је у њемачкој савезној држави Мекленбург-Западна Померанија. Једно је од 64 општинска средишта округа Нордфорпомерн. Према процјени из 2010. у општини је живјело 721 становника. Посједује регионалну шифру (AGS) 13057070.

## Географски и демографски подаци
Прухтен се налази у савезној држави Мекленбург-Западна Померанија у округу Нордфорпомерн. Општина се налази на надморској висини од 1 метара. Површина општине износи 8,2 km². У самом мјесту је, према процјени из 2010. године, живјело 721 становника. Просјечна густина становништва износи 88 становника/km².